# Ланари (Виченца)
Ланари је насеље у Италији у округу Виченца, региону Венето.
Према процени из 2011. у насељу је живело 44 становника. Насеље се налази на надморској висини од 155 м.